# Anisobas graecator
Anisobas graecator là một loài tò vò trong họ Ichneumonidae.